# Egyenes
Az egyenes a pont és a sík mellett a geometria egyik alapfogalma. Leírása (és nem definíciója) szerint mindkét irányban végtelen, végtelenül keskeny vonal. Két pont közötti legrövidebb út szakasz.
A modern axiomatikus elméletekben az egyenes belső tulajdonságok nélküli objektum; csak a más egyenesekkel, pontokkal és síkokkal való kapcsolata érdekes.
Az analitikus geometriában az egyenes ponthalmaz. Pontosabban, az affin geometriában az egyenes egydimenziós altér.

## Az egyenes definiálhatóságáról
Euklidész Kr. e. 300 körül megjelent művében, az Elemekben először a vonalat definiálta: 
„A vonal szélesség nélküli hosszúság”
és csak ezután következik az egyenes:
„Egyenes vonal az, amelyik a rajta levő pontokhoz viszonyítva egyenlően fekszik.”
Ez a megfogalmazás Eukleidész azon törekvéséből fakad, hogy mindent, amivel foglalkozik, pontosan meghatározzon, minden logikai rést lefedjen. Manapság az egyenest az elemi geometria axiomatikus tárgyalásában (például a Hilbert-féle axiómarendszerben) alapfogalomnak tekintjük, azaz nem vezetjük vissza további definícióval más fogalmakra.
Másrészt az elemi geometria modelljeiben természetesen meg kell adnunk az egyenesnek megfelelő entitások halmazát, például a koordinátamodellben mint egy háromdimenziós vektortér egydimenziós altereinek eltoltjainak halmazát.

## Tulajdonságai
Habár nincs definiálva, mindenkiben él egy kép az egyenesről, amely szerint az egyenes egy pontokból álló 1 dimenziós objektum, azaz például a tér egy irányában végtelen hosszú, a többiben kiterjedés nélküli. A geometriában az egyenes következő tulajdonságait használjuk ki:
- Két pont egyértelműen meghatároz egy egyenest, amiből következik, hogy két különböző egyenesnek nem lehet egynél több közös pontja.
- Ha egy síknak és egy egyenesnek legalább két közös pontja van, akkor az egyenes illeszkedik az adott síkra.
- Ha {\displaystyle A,B,C} egy egyenes pontjai és {\displaystyle B} az {\displaystyle A} és {\displaystyle C} pontok között fekszik, akkor egyszersmind a {\displaystyle B} pont a {\displaystyle C} és {\displaystyle A} pontok között is fekszik.
- Ha {\displaystyle A,C} egy egyenes pontjai, akkor létezik olyan {\displaystyle B} pontja az egyenesnek, amely az {\displaystyle A} és {\displaystyle C} pontok között fekszik, és egyszersmind létezik olyan {\displaystyle D} pontja, hogy a {\displaystyle C} pont az {\displaystyle A} és {\displaystyle D} pontok között is fekszik.
- Az egyenes tetszőleges három pontja közül pontosan egy olyan pont van, amely a másik két pont között fekszik.

A projektív geometriában él a dualitás tétele (egyes rendszerek szerint axiómája). Ez egy szimmetriaelv, hogy ha egy {\displaystyle n} dimenziós térben állítunk valamit a {\displaystyle k} dimenziós és az {\displaystyle n-k-1} dimenziós alterek illeszkedési tulajdonságairól, akkor az állítás igazságtartalma megmarad, ha a {\displaystyle k} dimenziós alterek helyett {\displaystyle n-k-1}, az {\displaystyle n-k-1} dimenziós altereket {\displaystyle k} dimenziósakra cseréljük, az illeszkedési relációt pedig megtartjuk. Speciálisan, projektív síkokon az egyenesek és pontok duálisak. Így projektív síkokon képzelhető a pont végtelen hosszúnak, és az egyenes minden irányból végtelenül kicsinek. Három dimenziós projektív terekben a pontok és a síkok duálisak egymással, az egyenesek pedig egyenesekkel duálisak.

## Egyenes megadása az analitikus geometriában
Az analitikus geometriában a geometriai tér egy {\displaystyle n}-dimenziós vektortér a valós számok felett. Az egyenes egydimenziós affin altér, azaz egy {\displaystyle n}-1 dimenziós lineáris altér mellékosztálya.
Három dimenzióban az analitikus geometria eleget tesz a Hilbert-féle axiómarendszernek; így az analitikus geometria egyenesei megfelelnek a Hilbert-féle axiómarendszereinek.
Egy egyenes egyenleteolyan egyenlet, melyet az egyenes minden pontja teljesít, és ha egy pont teljesíti, akkor rajta van az egyenesen.
- A síkban az egyenes egyenletének általában háromféle alakját használjuk (Descartes-féle koordináta-rendszerben):
  - Ha adott az egyenes egy pontja {\displaystyle (x_{0};y_{0})} és egy {\displaystyle (A;B)} normálvektora:[2] {\displaystyle Ax+By=Ax_{0}+By_{0}}.[3]
  - Ha az egyenesnek egy pontja {\displaystyle (x_{0};y_{0})} és a meredeksége (vagy iránytangense)[4] {\displaystyle m} adott: {\displaystyle y=mx+b}, ahol a b konstansra {\displaystyle b=y_{0}-mx_{0}} teljesül.
  - Adva legyen az egyenes {\displaystyle P_{0}(x_{0};y_{0})} pontja, és az {\displaystyle x} tengellyek bezárt szöge, {\displaystyle \alpha }. Ha az egyenes nem függőleges, akkor egyenlete {\displaystyle y=y_{0}+\operatorname {tg} (\alpha )\cdot (x-x_{0})}. Ha függőleges, akkor egyenlete {\displaystyle x=x_{0}}.
  - Ha adott az egyenes két pontja {\displaystyle P_{1}(x_{1};y_{1})} és {\displaystyle P_{2}(x_{2};y_{2})}, akkor az egyenes bármely {\displaystyle P(x;y)} pontja meghatározható az{\displaystyle (x_{2}-x_{1})(y-y_{1})=(y_{2}-y_{1})(x-x_{1})} összefüggés szerint.
  - Legyenek {\displaystyle P}, {\displaystyle Q} az egyenes különböző pontjai. Ekkor az egyenes pontjaira teljesül, hogy {\displaystyle {\vec {x}}={\overrightarrow {OP}}+t\,{\overrightarrow {PQ}}} ahol {\displaystyle t\in \mathbb {R} }, így az egyenes egyenlete {\displaystyle g=\{X\mid {\overrightarrow {OX}}={\overrightarrow {OP}}+t\,{\overrightarrow {PQ}};t\in \mathbb {R} \}.}.
- A térben már kevésbé szép, ekkor egyenletrendszerekkel írhatjuk le:
  - Ha adott az egyenes egy pontja {\displaystyle (x_{0};y_{0};z_{0})} és egy {\displaystyle (A;B;C)} irányvektora:[5] {\displaystyle x=x_{0}+tA;\ y=y_{0}+tB;\ z=z_{0}+tC}, ahol a t valós paraméter.
  - Kicsit átalakítva az előző egyenletrendszert (amennyiben {\displaystyle ABC\neq 0}, azaz az irányvektor egyik koordinátája sem 0, nem párhuzamos egyik koordináta-tengellyel sem): {\displaystyle (t=)\ {\frac {x-x_{0}}{A}}={\frac {y-y_{0}}{B}}={\frac {z-z_{0}}{C}}}
- Az n dimenziós térben az egyenest egy n változós egyenletrendszer adja meg, amiben van egy független paraméter
  - Legyen {\displaystyle \mathbf {p} \in \mathbb {R} ^{n}} helyvektor, {\displaystyle \mathbf {r} \in \mathbb {R} ^{n}\setminus \{0\}} irányvektor. Ekkor a {\displaystyle \mathbf {p} } ponton átmenő  {\displaystyle \mathbf {r} } irányú egyenes egyenlete:

{\displaystyle g=\{\mathbf {p} +\lambda \mathbf {r} \mid \lambda \in \mathbb {R} \}}.
- - Legyenek  {\displaystyle \mathbf {p} _{1},\mathbf {p} _{2}\in \mathbb {R} ^{n}} helyvektorok úgy, hogy {\displaystyle \mathbf {p} _{1}\neq \mathbf {p} _{2}}. Ekkor egyértelműen létezik egy egyenes, ami mindkettőre illeszkedik, és egyenlete:

{\displaystyle g=\{\mathbf {p} _{1}+\lambda (\mathbf {p} _{2}-\mathbf {p} _{1})\mid \lambda \in \mathbb {R} \}=\{(1-\lambda )\mathbf {p} _{1}+\lambda \mathbf {p} _{2}\mid \lambda \in \mathbb {R} \}}.
Két különböző vektor affin burka egyenes:
{\displaystyle \{\lambda {\vec {v}}+\mu {\vec {w}}\mid \lambda ,\mu \in \mathbb {R} ,\lambda +\mu =1\}}, ahol  {\displaystyle {\vec {v}}}, {\displaystyle {\vec {w}}} a vektorok.

## Egyenesek kölcsönös helyzete

Egyenesek kölcsönös helyzete (pirossal és kékkel) a térben
valódi párhuzamosság (balra) és egybeesés (jobbra)
metsző (a fekete pontban)
kitérő

- Párhuzamosság: A két egyenes eltolással átvihető egymásba. A párhuzamosság ekvivalenciareláció. 
  - Egybeesés: A két egyenes összes pontja ugyanaz, azaz ponthalmazként megegyeznek. Nullvektorral való eltolással vihetők egymásba-
  - Valódi párhuzamosság: A két egyenes nem esik egybe, de irányuk megegyezik. Nullvektortól különböző vektorral való eltolással átvihetők egymásba.
- Metszők: Az egyeneseknek egy közös pontja van.
- Kitérők: Az egyeneseknek nincs közös pontjuk, és nem vihetők eltolással egymásba. Csak legalább háromdimenziós térben lehetséges.

## Metszéspont a síkban

Metsző, illetve nem metsző szakaszok a síkban

A síkban két, {\displaystyle a_{1}x+b_{1}y=c_{1},\ a_{2}x+b_{2}y=c_{2}} egyenlettel adott, metsző egyenes metszéspontjának számításához a Cramer-szabály nyújt segítséget:
{\displaystyle x_{s}={\frac {c_{1}b_{2}-c_{2}b_{1}}{a_{1}b_{2}-a_{2}b_{1}}},\quad y_{s}={\frac {a_{1}c_{2}-a_{2}c_{1}}{a_{1}b_{2}-a_{2}b_{1}}}.\ }
Ha {\displaystyle a_{1}b_{2}-a_{2}b_{1}=0}, akkor az egyenesek párhuzamosak.
Ha az egyenesek két-két pontjukkal adottak, azaz az első egyenes a {\displaystyle P_{1}={\begin{pmatrix}x_{1}\\y_{1}\end{pmatrix}}} és {\displaystyle P_{2}={\begin{pmatrix}x_{2}\\y_{2}\end{pmatrix}}} pontokkal, a második pedig a {\displaystyle P_{3}={\begin{pmatrix}x_{3}\\y_{3}\end{pmatrix}}} és {\displaystyle P_{4}={\begin{pmatrix}x_{4}\\y_{4}\end{pmatrix}}} pontokkal, akkor ki kell számítani az egyenesek egyenleteit. Így az  {\displaystyle S={\begin{pmatrix}x_{s}\\y_{s}\end{pmatrix}}} metszéspontra adódik, hogy 
{\displaystyle x_{s}={\frac {(x_{2}-x_{1})(x_{3}y_{4}-y_{3}x_{4})-(x_{4}-x_{3})(x_{1}y_{2}-y_{1}x_{2})}{(x_{2}-x_{1})(y_{4}-y_{3})-(y_{2}-y_{1})(x_{4}-x_{3})}}}
és
{\displaystyle y_{s}={\frac {(y_{2}-y_{1})(x_{3}y_{4}-y_{3}x_{4})-(y_{4}-y_{3})(x_{1}y_{2}-y_{1}x_{2})}{(x_{2}-x_{1})(y_{4}-y_{3})-(y_{2}-y_{1})(x_{4}-x_{3})}}}.
Szemben az egyenesekkel, a síkban a nem párhuzamos szakaszok nem feltétlenül metszik egymást. Legyen a két szakasz {\displaystyle (x_{1},y_{1}),(x_{2},y_{2})} és {\displaystyle (x_{3},y_{3}),(x_{4},y_{4})}. Ekkor a szakaszok paraméteres egyenlettel írhatók le:
{\displaystyle (x(s),y(s))=(x_{1}+s(x_{2}-x_{1}),y_{1}+s(y_{2}-y_{1}))},
{\displaystyle (x(t),y(t))=(x_{3}+t(x_{4}-x_{3}),y_{3}+t(y_{4}-y_{3}))\ .}
ahol {\displaystyle 0\leq s,t\leq 1}. Ha létezik az {\displaystyle (x_{0},y_{0})} metszéspont, akkor vannak olyan {\displaystyle s_{0},t_{0}} paraméterek, hogy 
{\displaystyle s(x_{2}-x_{1})-t(x_{4}-x_{3})=x_{3}-x_{1},}
{\displaystyle s(y_{2}-y_{1})-t(y_{4}-y_{3})=y_{3}-y_{1}\ .}
Ahogy a fenti esetben, úgy most is a Cramer-szabály segít nekünk. Ezután még azt is vizsgálnunk kell, hogy {\displaystyle 0\leq s_{0}\leq 1,\ 0\leq t_{0}\leq 1}. Ha ez teljesül, akkor a paraméterek behelyettesítésével megkapjuk a szakaszok metszéspontjának koordinátáit.
Legyenek például a szakaszok {\displaystyle (1,1),(3,2)} és {\displaystyle (1,4),(2,-1)}. Ekkor az egyenletrendszer
{\displaystyle 2s-t=0}
{\displaystyle s+5t=3}
így  {\displaystyle s_{0}={\tfrac {3}{11}},t_{0}={\tfrac {6}{11}}}, és a szakaszok metszik egymást. A metszéspont koordinátái {\displaystyle ({\tfrac {17}{11}},{\tfrac {14}{11}})}.
Két ponttal adott egyenesek metszéspontja is számítható ugyanígy, ám ekkor nem kell vizsgálni, hogy {\displaystyle 0\leq s_{0}\leq 1,\ 0\leq t_{0}\leq 1}.

## Egyenesek szöge a síkban
Ha egy egyenes egyenlete {\displaystyle ax+by=c} formában adott, akkor irányszögére,  {\displaystyle \alpha }-ra teljesül, hogy:
{\displaystyle \operatorname {tg} \alpha ={\frac {a}{b}}},
ami következik a tangens definíciójából. Alkalmazva a tangens inverz függvényét, az árkusz tangenst:
{\displaystyle \alpha =\operatorname {arctg} {\frac {a}{b}}}
Ha ezek az egyenletek nincsenek definiálva, akkor  {\displaystyle b=0}, az egyenes függőleges. A tangensfüggvénynek pólusa van a {\displaystyle \alpha =90^{\circ }} és az {\displaystyle \alpha =-90^{\circ }} helyen.
Legyenek {\displaystyle g_{1}} és a {\displaystyle g_{2}} egyenesek a síkban, és legyenek adva az {\displaystyle g_{1}=\{\mathbf {p_{1}} +\lambda \mathbf {r_{1}} \mid \lambda \in \mathbb {R} \}} és {\displaystyle g_{2}=\{\mathbf {p_{2}} +\lambda \mathbf {r_{2}} \mid \lambda \in \mathbb {R} \}} egyenletekkel adva úgy, hogy {\displaystyle \mathbf {p_{1}} } és {\displaystyle \mathbf {p_{2}} } helyvektorok, és {\displaystyle \mathbf {r_{1}} } és {\displaystyle \mathbf {r_{2}} } lineárisan független irányvektorok! Ekkor a két egyenes által bezárt {\displaystyle \theta } szögre teljesül, hogy:
{\displaystyle \theta =\arccos {\frac {\mathbf {r_{1}} \cdot \mathbf {r_{2}} }{|\mathbf {r_{1}} ||\mathbf {r_{2}} |}}}
Az egyenesek merőlegesek, más szóval, ortogonálisak akkor, ha derékszöget zárnak be, azaz  {\displaystyle \theta =90^{\circ }}. Ez pontosan akkor teljesül, ha az irányvektorok skaláris szorzata nulla, azaz {\displaystyle \mathbf {r_{1}} \cdot \mathbf {r_{2}} =0}.
Ha az egyenesek egyenlete {\displaystyle a_{1}x+b_{1}y=c_{1}} és {\displaystyle a_{2}x+b_{2}y=c_{2}} alakban adott, akkor az általuk közrezárt szög, {\displaystyle \theta } irányszögeik különbsége:
{\displaystyle \theta =\alpha _{1}-\alpha _{2}}
A tangensfüggvény addíciós tételeivel:
{\displaystyle \operatorname {tg} \theta =\operatorname {tg} (\alpha _{1}-\alpha _{2})={\frac {\operatorname {tg} \alpha _{1}-\operatorname {tg} \alpha _{2}}{1+\operatorname {tg} \alpha _{1}\operatorname {tg} \alpha _{2}}}}
Mivel  {\displaystyle \operatorname {tg} \alpha _{1}={\tfrac {a_{1}}{b_{1}}}} és {\displaystyle \operatorname {tg} \alpha _{2}={\tfrac {a_{2}}{b_{2}}}}, következik, hogy:
{\displaystyle {\frac {\operatorname {tg} \alpha _{1}-\operatorname {tg} \alpha _{2}}{1+\operatorname {tg} \alpha _{1}\operatorname {tg} \alpha _{2}}}={\frac {{\frac {a_{1}}{b_{1}}}-{\frac {a_{2}}{b_{2}}}}{1+{\frac {a_{1}a_{2}}{b_{1}b_{2}}}}}={\frac {a_{1}b_{2}-a_{2}b_{1}}{a_{1}a_{2}+b_{1}b_{2}}}}
Végeredményben
{\displaystyle \operatorname {tg} \theta ={\frac {a_{1}b_{2}-a_{2}b_{1}}{a_{1}a_{2}+b_{1}b_{2}}}}
Alkalmazva a tangens inverz függvényét kapjuk, hogy:
{\displaystyle \theta =\operatorname {arctg} {\frac {a_{1}b_{2}-a_{2}b_{1}}{a_{1}a_{2}+b_{1}b_{2}}}}
Az egyenesek pontosan akkor merőlegesek, ha a nevező nulla, azaz {\displaystyle a_{1}a_{2}+b_{1}b_{2}=0}. Ekkor a fenti egyenletek nincsenek értelmezve, mivel a tangensfüggvénynek pólusa van a {\displaystyle \alpha =90^{\circ }} és az {\displaystyle \alpha =-90^{\circ }} helyen.

## Távolságok a síkban
Adva legyen a  {\displaystyle (x_{0},y_{0})} pont, és az  {\displaystyle ax+by+c=0} egyenletű egyenes. Távolságuk:
{\displaystyle {\frac {|ax_{0}+by_{0}+c|}{\sqrt {a^{2}+b^{2}}}}}
Az egyenes {\displaystyle (x_{0},y_{0})} ponthoz legközelebbi pontjának koordinátái:
{\displaystyle \left(x={\frac {b(bx_{0}-ay_{0})-ac}{a^{2}+b^{2}}},y={\frac {a(-bx_{0}+ay_{0})-bc}{a^{2}+b^{2}}}\right)}
Ha az egyenes két pontjával van adva, akkor {\displaystyle ax+by+c=0} alakú egyenletének együtthatói:
{\displaystyle a=y_{2}-y_{1}}
{\displaystyle b=x_{1}-x_{2}}
{\displaystyle c=x_{2}y_{1}-x_{1}y_{2}}
és ezek az együtthatók helyettesíthetők be a képletekbe.

## Távolságok a térben
A {\displaystyle {\vec {p_{0}}}=(x_{0},y_{0},z_{0})} pont és az {\displaystyle {\vec {p_{1}}}=(x_{1},y_{1},z_{1})}, illetve {\displaystyle {\vec {p_{2}}}=(x_{2},y_{2},z_{2})} pontokon átmenő egyenes távolsága:

{\displaystyle {\frac {\left|({\vec {p_{2}}}-{\vec {p_{1}}})\times ({\vec {p_{1}}}-{\vec {p_{0}}})\right|}{\left|{\vec {p_{2}}}-{\vec {p_{1}}}\right|}}={\frac {\left|({\vec {p_{0}}}-{\vec {p_{1}}})\times ({\vec {p_{0}}}-{\vec {p_{2}}})\right|}{\left|{\vec {p_{2}}}-{\vec {p_{1}}}\right|}}}
Ha az egyik egyenes a {\displaystyle {\vec {p_{1}}}=(x_{1},y_{1},z_{1})} és {\displaystyle {\vec {p_{2}}}=(x_{2},y_{2},z_{2})} pontokon, a másik a {\displaystyle {\vec {p_{3}}}=(x_{3},y_{3},z_{3})} és {\displaystyle {\vec {p_{4}}}=(x_{4},y_{4},z_{4})} pontokon halad át, akkor távolságuk:
{\displaystyle {\frac {\left|({\vec {p_{3}}}-{\vec {p_{1}}})\cdot (({\vec {p_{2}}}-{\vec {p_{1}}})\times ({\vec {p_{4}}}-{\vec {p_{3}}}))\right|}{\left|({\vec {p_{2}}}-{\vec {p_{1}}})\times ({\vec {p_{4}}}-{\vec {p_{3}}})\right|}}}

## Lásd még
- Hilbert-féle axiómarendszer
- Koordinátageometria

## Fordítás
Ez a szócikk részben vagy egészben  a   Gerade című német Wikipédia-szócikk fordításán alapul.  Az eredeti cikk szerkesztőit annak laptörténete sorolja fel. Ez a jelzés csupán a megfogalmazás eredetét és a szerzői jogokat jelzi, nem szolgál a cikkben szereplő információk forrásmegjelöléseként.